# Мания за величие
Мания за величие, още мегаломания (от гръцки: μεγαλο, много голям или преувеличен и μανία – лудост), е патологично състояние, тип самосъзнание и поведение на личността, изразяващо се в крайна степен на преоценка на своята важност, известност, популярност, богатство, власт, гениалност и политическо влияние, водещо до всемогъщество.
В психиатрията не се счита за отделно разстройство на психиката, а по-скоро се разглежда като симптом на психическо разстройство – най-често на комплекса за параноята.
Човек, страдащ от мания за величие, може в действителност да бъде важна фигура в обществения живот.